# Pfarrkirche Sattendorf

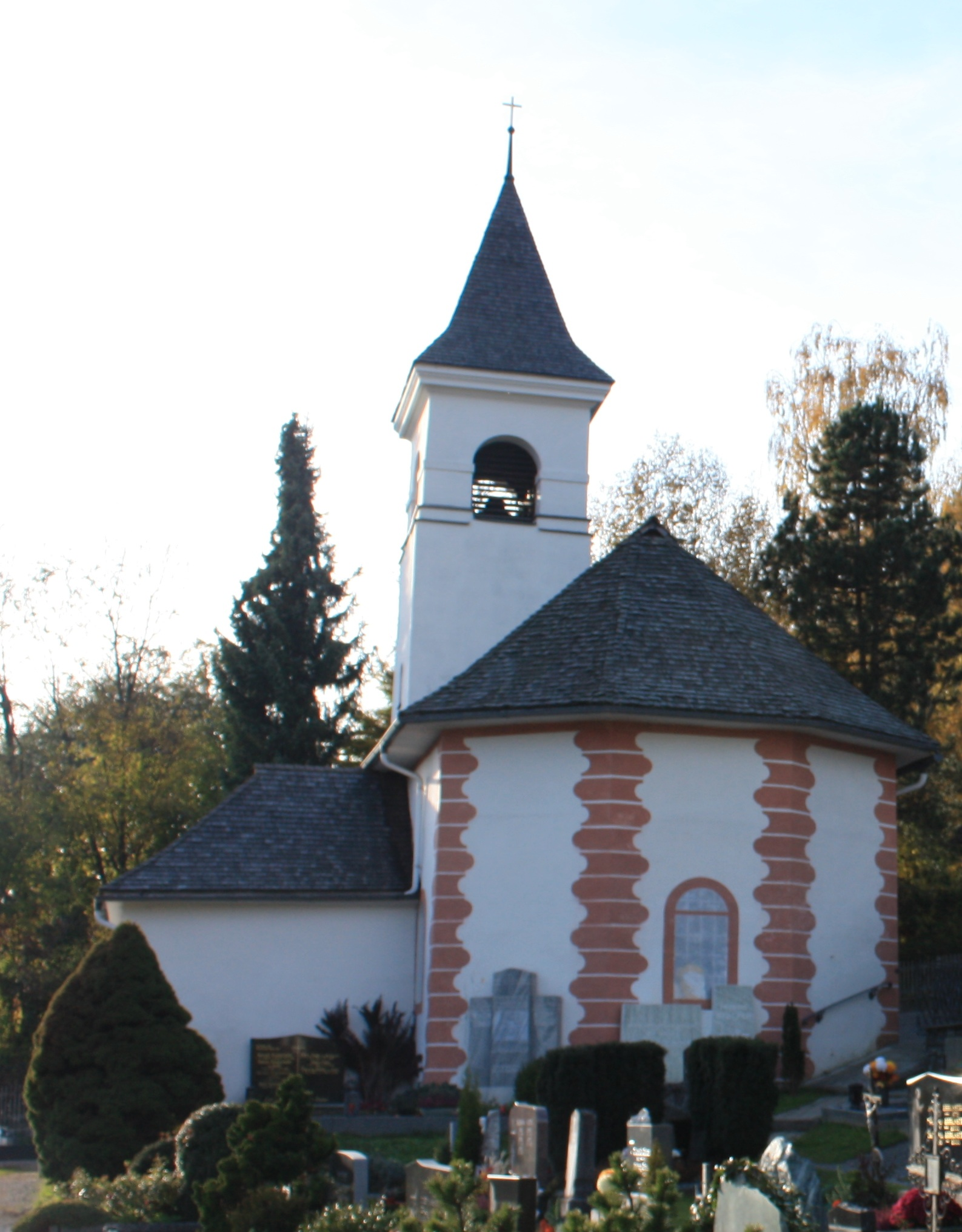

Die römisch-katholische Pfarrkirche Sattendorf in der Gemeinde Treffen ist dem heiligen Bartholomäus geweiht.
Im 18. Jahrhundert versahen Mönche des Stiftes Ossiach in Sattendorf den Gottesdienst.
1782 wird die Kirche von Sattendorf erstmals als Filiale der Pfarre St. Ruprecht genannt. Als Seelsorgestelle wurde die Pfarre abwechselnd von St. Ruprecht und St. Josef in Bodensdorf betreut. Erst im 20. Jahrhundert wurde St. Bartholomäus zur eigenständigen Pfarre erhoben.
Die kleine Kirche hat im Westen einen Vorhallenturm mit rundbogigen Schallöffnungen und Pyramidenhelm, im Süden einen Sakristeianbau.
Ein rundbogiger Triumphbogen verbindet das zweijochige, flachgedeckte Langhaus mit dem Chor mit gratigem Kreuzgewölbe und Fünfachtelschluss. Bei der Restaurierung wurde die volkskundlich bemerkenswerte Schablonenmalerei von 1784 freigelegt und teilweise rekonstruiert.
Der Hochaltar ist aus barocken Elementen vom Ende des 18. Jahrhunderts zusammengestellt und besteht aus einem Tabernakel auf einer Altarmensa mit seitlichen Engeln. Seitlich vom Hochaltar stehen  auf Konsolen zwei Heiligenfiguren vom Ende des 18. Jahrhunderts. Weiters besitzt die Kirche einen Wandaltar mit Baldachin.